# 深宇宙ハビタット

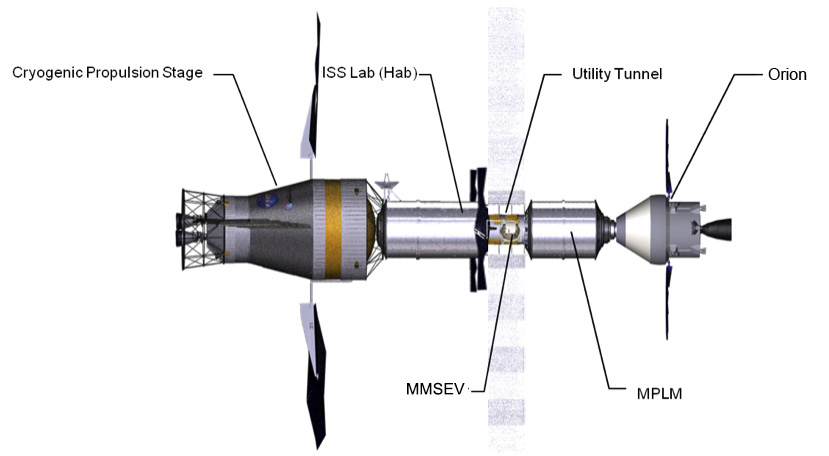
極低温推進ステージを備えた500日間のHAB / MPLM

深宇宙ハビタット（英語: Deep Space Habitat (DSH)） ）または深宇宙生息地は、NASAによる一連の概念であり、月、小惑星、そして最終的には火星への乗組員による探査ミッションをサポートするために使用される。

## 概要
2012年以降、大規模な月と火星の輸送生息地の多数の繰り返しが、次のスペース・ローンチ・システム（SLS）で打ち上げられる以前の研究で考案されており、オリオンカプセルとも互換性も意図されている。設計のバリエーションは、月ゲートウェイと深宇宙輸送機に使用される。
初期の予備概念では、国際宇宙ステーションから派生したハードウェア、オリオンの乗組員カプセル、およびさまざまなサポートクラフトで構成される。60日および500日のミッション構成が検討されていた。生息地には、少なくとも1つの国際標準ドッキングシステム（IDSS）が装備されている。深宇宙の生息地を開発することで、乗組員は、シスルナー宇宙、火星、およびいくつかの地球近傍小惑星を探索するミッションで、約1年間、宇宙で安全に生活し作業することができる。
2015年、NASAは、探査パートナーシップのための次の宇宙技術（NextSTEP）の下で、いくつかのタイプの深宇宙生息地の概念に関する研究に資金を提供した。オリオンカプセルの元請業者であるロッキード・マーティンも、2018年に深宇宙ハビタットのコンセプトを作成した。これらの概念研究は、NASAが月ゲートウェイの生息地要素の最終設計を決定するのに役立ち、契約は2019会計年度に授与される可能性がある。

## 構成

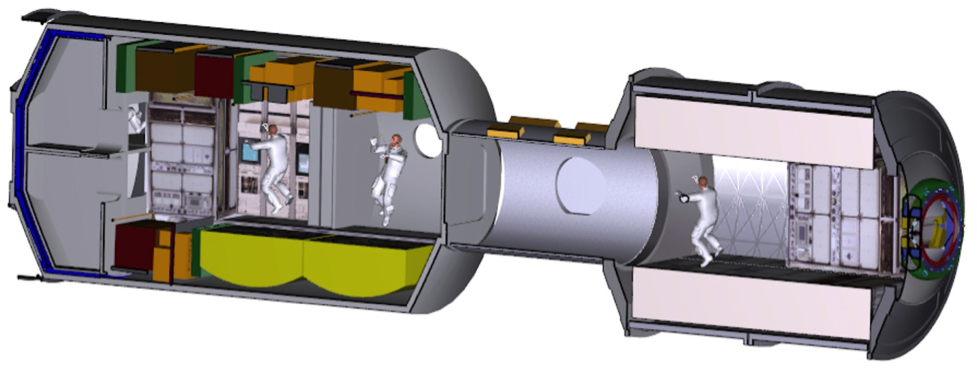
ISSから派生した深宇宙ハビタット HAB / MPLM

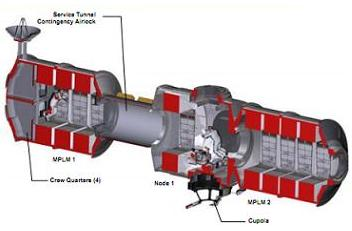
ISSから派生した深宇宙ハビタット MPLM / Node1

### HAB / MPLM
MPLMは多目的補給モジュール
- 60日間のミッション-基本的な60日間のミッションのバリエーションは、極低温推進ステージ（英語版）（CPS）、 デスティニー (ISS) から派生したラボモジュール、およびエアロック/トンネルで構成される。さらに、フレックスクラフト（FlexCraft）やマルチミッション宇宙探査車（英語版）（Multi-Mission Space Exploration Vehicle（MMSEV））などのミッション固有のサポートクラフトがエアロック/トンネルにドッキングされる。 デスティニーから派生したラボには、乗組員用宿舎とECLSSコンポーネントの両方が収容されている[4]。
- 500日間のミッション-500日間のミッションのバリエーションは、同じ60日間の乗組員の生息地と乗組員で構成されるが、任務期間を延長するため追加で大量の補給品を提供する多目的補給モジュール（MPLM）が必要である[4]。長さ8m、直径4.5mになる[4]。

### MPLM / Node 1
- 60日間のミッション-この構成の基本的な車両要素には、CPS、MPLM、共同溝/エアロック、ノード4構造テスト条項が含まれる。ノード要素を使用すると、複数のフレックスクラフトまたは宇宙探査車（MMSEV）を取り付けることができる。
- 500日間のミッション-この500日間のミッションのバリエーションでは、車両の前[要出典]面に2番目のMPLMが取り付けられ、ノードセクションにキューポラが追加される。

## 提案されたサポートクラフト

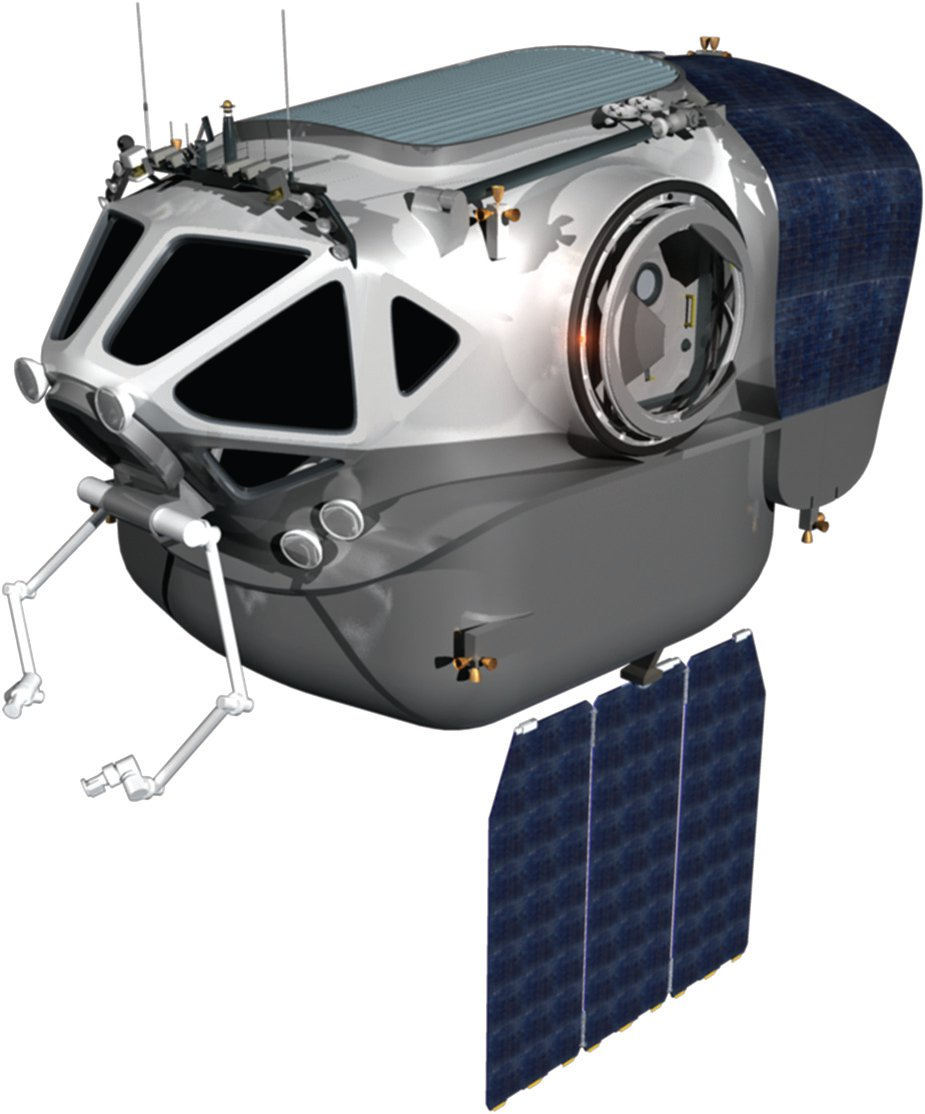
MMSEV

- オリオンは、NASA、ロッキード・マーティン、およびエアバス・ディフェンス・アンド・スペースによって、乗組員による深宇宙旅行のために開発されている。それは4人の乗組員を輸送し、月または火星の軌道からの再突入速度に耐えることができる。
- MMSEV（英語版） - NASAが設計したサービスクラフト[8]。2人の乗組員を最大2週間サポートし、船外活動（EVA）用のスーツポートを持つことができる。
- DSHフレックスクラフト - 国際宇宙ステーションへの訪問船と同様にDSHに取り付けられた単一の乗組員ビークル[9]。フレックスクラフトは、EVAまたは遠隔操作の活動のために個々の宇宙飛行士によって使用される[10]。ハードウェアはDSHエアロックに直接接続し、親船と共通の空気を共有して、DSHの乗組員によるプレ呼吸なしで宇宙への即時アクセスを提供する。加圧容積が0.62 m3の場合、フレックスクラフトは、8時間未満の「エクスカーション時間」で1人だけを対象としている。その推進剤はガス状窒素であり、デルタVは21 m / sになる。総質量は452 kgと予測されている。すでに特定されている制限は、太陽粒子イベント中には使用できないことですある。フレックスクラフトの概念は、ブランドN.グリフィンにより2012年の会議論文で最初に発表された[11]。